# Poa vvedenskyi
Poa vvedenskyi là một loài thực vật có hoa trong họ Hòa thảo. Loài này được Drobow miêu tả khoa học đầu tiên năm 1941.